# Кеннет Брамлі
Кеннет Брамлі (англ. Kenneth Brumley) народився у 1968 році. Кеннет Брамлі – один з найважчих людей за всю історію медицини. 
Кеннета Брамлі показали на Channel 4 в документальному фільмі «Half Ton Dad» із серії BodyShock як батько чотирьох дітей, котрий важив майже 1035 фунтів (468 кг). Кеннет Брамлі щоденно вживав близько 30 000 кілокалорій.
У дитинстві Кеннет мав середню статуру і грав у баскетбол, бейсбол та американський футбол, однак після переїзду до Каліфорнії в 19 років, він перестав активно рухатися, що і призвело до набору ваги. У фільмі йдеться, що команді пожежників знадобилося зруйнувати частину стіни будинку, щоб винести Кеннета разом з ліжком, до якого він був прикутий останні 4 роки, для установки обхідного шлункового анастомозу в Renaissance Hospital в Х'юстоні.
В Renaissance Hospital Кеннета Брамлі лікувала та ж команда, що і Рене Вільямс, ймовірно найтяжчу жінку в історії. На першому етапі одна лише дієта в 1200 калорій в день дозволила Кеннету втратити 76 кілограмів за 40 днів.